# Fanny Hinesová
Frances Emma „Fanny“ Hinesová (1864, Aspley – 7. srpna 1900, Bulawayo) byla zdravotní sestra z Victorie v Austrálii, která sloužila během druhé búrské války. Stala se první Australankou, která zemřela ve službě.

## Mládí
Narodila se v roce 1864 v Apsley ve Victorii jako čtvrtá dcera Francise Patricka Hinese a jeho ženy Eleanor Mary Caroline, rozené Brewerové. Chodila na soukromou dívčí škol Fairlight Private Girls School ve východní St Kildě (později byla škola přejmenována na Clyde School) a na zdravotní sestru studovala v Melbournské nemocnici pro nemocné děti (Melbourne Hospital for Sick Children).

### Externí odkazy

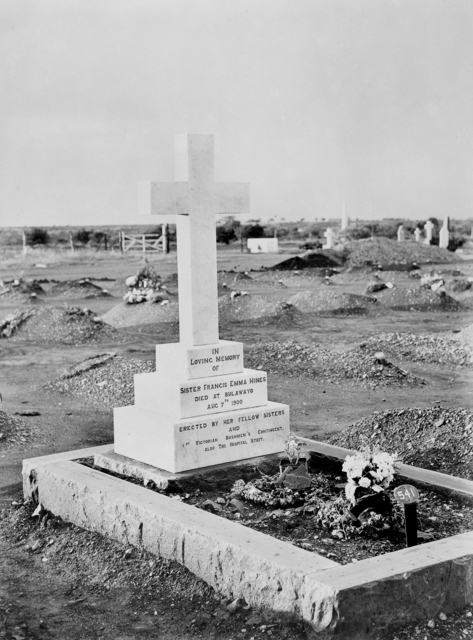
Hrob Hinesové v Bulawayo

## Vojenská služba
V březnu 1900 se jako jedna z kvalifikovaných sester plavila na lodi Euryalus do Jihoafrické republiky s 3rd Imperial Bushmen's Contingentem. V Jižní Africe sloužila v Enkeldoomu, kde se sama starala o 26 pacientů, což se podepsalo na jejím zdraví. Dne 7. srpna 1900 zemřela ve vojenské nemocnici v Bulawayo v Rhodésii (dnešní Zimbabwe) na zápal plic způsobený podvýživou. Byla pohřbena s vojenskými poctami v Bulawayo a na její hrob byl umístěn mramorový kříž.
Na její počest byla 27. září 1901 ve škole Fairlight School odhalena pamětní tabulka generálmajorem Downesem.